# الفلاتة
الفلاتة حلف قبلي أفريقي مكون من قبائل الهوسا والفولاني والبرنو والبرقو، في حين أن اللفظ أحيانا يكون مقصورا على الفولاني. ويتميز بعض الفلاته بلون بشرة فاتح نسبياً عمن حولهم من قبائل القارة السمراء.
في كل منطقة من مناطق أفريقيا غرباً وشرقاً لهم اسم مختلف، وللغتهم أسماء مختلفة، والمفهوم لدى العامة في السودان أن كل من يأتي من غرب إفريقيا هو (فلاتي) وهو تعميم خاطئ يضاف إلى اختلاف فهم الناس عنهم. فهم (فلاتة)، و (فولاني)، و (تكارنة)، و (تكرور)، و (فلا)، و (بيول)، و (فلبي)، و (تورب)، والاسم الأخير أطلقه عليهم الشيخ عثمان بن فودي. والرعاة منهم في السودان يسمون (أمبررو).
والشيء المؤكد حول لغتهم أنها أفريقية، وتنتمي إلى فصيلة لغات (النيجر-كنغو)، المتفرعة من الأسرة النيجر-كردفانية، التي تضم لغات مثل الولوفية في السنغال، ولغة الزاندي في السودان والكنغو، واللغات البانتوية (مثل السواحيلية) في إقليم شرق إفريقيا، ولغة الكواليب في جبال النوبة. ومن أسماء لغتهم (فلاني)، و(فلفلدي)، و(بولار)، و(فلا).